# OSx86
 (juin 2020).
OSx86 (mot-valise issu de OS X et x86) est un projet collaboratif de hacking ayant pour objectif de faire tourner le système d'exploitation Mac OS X sur des ordinateurs x86 non conçus par Apple. Le projet remonte à juin 2005, à la suite de la Worldwide Developers Conference et de l'annonce d'Apple de la transition des processeurs PowerPC vers des processeurs Intel.
Les ordinateurs construits pour faire tourner ce genre de Mac OS X sont aussi appelés Hackintosh, un autre mot-valise issu des mots hack et Macintosh.
La licence de logiciel d'Apple, n'autorise pas à utiliser Mac OS X sur du matériel non-certifié par Apple. Cependant la légalité de ce genre de vente liée est remise en cause par des sociétés telles que Psystar Corporation (en) (qui propose des Open Computers, PC équipés d'OSx86), et PearC (en).

## L'avant OSx86
Avant la migration des Mac vers les processeurs Intel, plusieurs projets permettant d'utiliser Mac OS X sur des machines tierce-partie existaient, comme par exemple l'émulateur de système PowerPC PearPC ou la solution de virtualisation Mac-on-Linux.

## Aspect juridique et objections d'Apple
Apple n'autorise pas l'utilisation de Mac OS X sur des PC x86 autres que ceux pour lesquels il est développé. La société a utilisé un Trusted Platform Module (TPM), afin de lier Mac OS X aux systèmes informatiques distribués aux développeurs après avoir annoncé son passage à puces Intel. Les conditions générales d'utilisation de Mac OS X interdisent l'installation de Mac OS X sur "des ordinateurs non-labellisés Apple". Le 3 juillet 2008, Apple USA a déposé une poursuite contre Psystar Corporation (en) pour violation de cette restriction, entre autres revendications.
Le 13 novembre 2009, la justice américaine a accueilli la requête d'Apple pour jugement sommaire et a considéré que les droits d'auteur d'Apple avaient été violés, ainsi que le Digital Millennium Copyright Act (DMCA), lorsque Psystar a installé et commercialisé le système d'exploitation Mac OS X sur des ordinateurs non-Apple.
Le 14 janvier 2009, le site Gadget Lab du magazine Wired a posté un tutoriel vidéo pour installer Mac OS X sur un netbook MSI Wind, qui a été supprimé à la suite d'une plainte d'Apple.
De nombreux sites web et blogs européens proposent des tutoriels pour installer Mac OS X sur différents types de PC.

## Kit de transition pour développeur
Les efforts visant à exécuter Mac OS X sur du matériel non Apple ont été effectués sur des fuites de copies de la préversion de Mac OS X Intel. Le 6 juin 2005, Apple a annoncé la disponibilité d'un kit de transition pour développeur. Cette trousse a été mise à la disposition des développeurs inscrits au prix de 999 $. Les premiers patchs visaient à contourner le Trusted Platform Module (TPM), qui a été inclus sur la carte mère des kits de transition pour développeurs. Le TPM a été requis par la technologie Rosetta qui a permis à des logiciels compilés pour l'architecture PowerPC de pouvoir fonctionner sur l'architecture Intel. La suppression de cette exigence a permis à Mac OS X d'être installé sur des ordinateurs non Apple.

## Tiger, et les "MacIntel"
L'annonce de Mac sur x86 et le don du Boot132 Apple permirent à certains de gagner la bataille. Ce fut d'abord David Eliott (alors peu connu de la scène OSx86) qui inventa le "DFE's Boot-132", en réussissant à implémenter les tables de l'EFI dans un bootloader. Cela ouvrit des possibilités de vente en "Retail". Arriva simultanément "InsanelyMac" (site web aujourd'hui (2009) très connu qui est une mine d'informations avec plus de 3 000 visites journalières).
Au fur et à mesure du temps, d'autres bootloaders virent le jour, tels que PCEFI (conçu par Netkas, auquel on attribue souvent par erreur l'invention de Boot-132), BootThink, Chameleon (sur lequel se base Netkas). Ce projet veut rassembler les développeurs OSx86.

## Virtualisation
Depuis la version 3.2.6 de VirtualBox (2010), il est possible d'installer en tant qu'invité Mac OS X sur un hôte Windows.